# Кайназаров, Таштанбек
Таштанбек Кайназаров (25 июля 1966) — киргизский футболист, полузащитник. Выступал за сборную Кыргызстана.

## Биография
В советский период не выступал в соревнованиях команд мастеров.
После образования независимого чемпионата Кыргызстана стал играть за клуб «АПК-Намыс» и в 1992 году вошёл в тройку лучших бомбардиров чемпионата с 17 голами, несмотря на то, что его команда финишировала в нижней части таблицы. В 1993 году перешёл в бишкекскую «Алгу», где провёл два сезона и в 1993 году стал чемпионом и обладателем Кубка Кыргызстана.
В национальной сборной Кыргызстана дебютировал 26 сентября 1992 года в матче Кубка Центральной Азии против Казахстана, заменив на 55-й минуте Замирбека Жумагулова. Ещё два матча сыграл в июне 1993 года на международном турнире в Тегеране, всего на его счету три игры за сборную.
О выступлениях в 1995—1997 годах сведений нет[уточнить]. В 1998 году выступал за дебютанта высшей лиги «СК Свердловского РОВД» (Бишкек). Всего в высшей лиге Кыргызстана провёл 68 матчей и забил 21 гол.
После окончания профессиональной карьеры принимал участие в ведомственных соревнованиях по мини-футболу, представляя УВД на транспорте, признавался лучшим игроком соревнований.